# Argañín
Argañín é um município da Espanha na província de Zamora, comunidade autónoma de Castela e Leão, de área 12,63 km² com população de 84 habitantes (2007) e densidade populacional de 6,65 hab./km².

## Demografia
| Variação demográfica do município entre 1991 e 2004 | Variação demográfica do município entre 1991 e 2004 | Variação demográfica do município entre 1991 e 2004 | Variação demográfica do município entre 1991 e 2004 |
| --------------------------------------------------- | --------------------------------------------------- | --------------------------------------------------- | --------------------------------------------------- |
| 1991                                                | 1996                                                | 2001                                                | 2004                                                |
| 137                                                 | 121                                                 | 94                                                  | 89                                                  |